# 영장로
영장로(Yeongjang-ro)는 전라남도 영광군 대마면 장보사거리에서 광주광역시 광산구 오산동 월산나들목를 잇는 도로이다

## 주요 경유지
전라남도
- 영광군 (대마면) - 장성군 (삼계면 - 삼서면 - 동화면)

광주광역시
- 광산구 오산동

## 노선
| 이름                 | 접속 노선                              | 소재지     | 소재지 | 소재지 | 비고 |
| -------------------- | -------------------------------------- | ---------- | ------ | ------ | ---- |
| 장보사거리           | 영장로                                 | 영광군     | 대마면 | 대마면 |      |
| 송촌 교차로          | 전기차로                               | 영광군     | 대마면 | 대마면 |      |
| 대마교               |                                        | 영광군     | 대마면 | 대마면 |      |
| 대마면 성산리 교차로 | 지방도 제734호선 (홍교로)              | 영광군     | 대마면 | 대마면 |      |
| 깃재                 |                                        | 영광군     | 대마면 | 대마면 |      |
| 아계교               |                                        | 장성군     | 삼계면 | 삼계면 |      |
| 천방교               |                                        | 장성군     | 삼계면 | 삼계면 |      |
| 월정 교차로          | 국도 제24호선 (함장로)                 | 장성군     | 삼계면 | 삼계면 |      |
| 주산2교              |                                        | 장성군     | 삼계면 | 삼계면 |      |
| 삼계면사청리 교차로  | 능성로 사창로                          | 장성군     | 삼계면 | 삼계면 |      |
| 삼서면홍정리 교차로  | 태산로                                 | 장성군     | 삼서면 | 삼서면 |      |
| 홍정교               |                                        | 장성군     | 삼서면 | 삼서면 |      |
| 동화면구룡리 교차로  | 본동로                                 | 장성군     | 동화면 | 동화면 |      |
| 월산 나들목          | 국가지원지방도 제49호선 (빛가람장성로) | 광주광역시 | 광산구 | 오산동 |      |